# Инокентий X
Инокентий X е папа на Римокатолическата църква в периода 1644 г.-1655 г.
Светското му име е Джовани Батиста Памфили (на италиански: Giovanni Battista Pamphilj).
Бъдещият папа е роден в Рим, в семейство, част от династията на Боржиите – Памфили. Той изучава право и заема различни длъжности в римската курия. Урбан VIII го назначава за нунций във Франция, а след това и в Испания. През 1629 г. е ръкоположен за кардинал.
Известен е декрет, издаден от Инокентий X, с който осъжда янсенизма – религиозно направление, развиващо се тогава във Франция. С цел разширяване на територията на папската държава Инокентий Х предприема военен поход срещу малкото княжество Кастро, което принадлежи на семейство Фарнезе. Градът е превзет, домовете и църквите в него разрушени, а земята на която се е намирал, е присъединена към папските владения.
През 1648 г. присъства при подписването на Вестфалския мир. Той се обявява против Вестфалския мир, който слага край на Тридесетгодишната война по най-лошия за римската курия начин – ограничава участието на папството в управлението на световните дела.
Папа Инокентий X въздига Софийската епархия в митрополитална архиепархия през 1647 г.

## Изкуство
На площад Навона в Рим се намира дворецът Памфили, построен по поръчка на папа Инокентий X за жената на брат му.
Прочутият Фонтан на Четирите реки също на площад Навона е поръчан от папата на Бернини.
- Детайл от Фонтана на Четирите реки